# La Torre del Xut
La La Torre del Xut és una obra de Salàs de Pallars (Pallars Jussà) declarada Bé Cultural d'Interès Nacional.

## Descripció
Torre de defensa de planta quadrangular a migdia del terme. Consta de planta baixa, dos pisos i golfes amb teulada a una vessant. La majoria d'obertures estan tapiades però es pot veure que les portes de la planta baixa, una al costat nord i l'altre al sud, són d'arc de mig punt adovellat i als altres pisos les finestres són d'arc rebaixat o allindades.